# Natasha Hansen
Pour les articles homonymes, voir Hansen.
Natasha Hansen, née le 15 novembre 1989 à Takapuna, est une coureuse cycliste néo-zélandaise. Spécialisée dans les épreuves de sprint sur piste, elle a été plusieurs fois médaillée d'or lors de championnats d'Océanie et a participé aux Jeux olympiques de 2012 et 2016.

## Palmarès

### Jeux olympiques
- Londres 2012
  - 11e du keirin
  - 12e de la vitesse individuelle
- Rio 2016
  - 9e de la vitesse individuelle
  - 9e de la vitesse par équipes
  - 13e du keirin

### Championnats du monde
- Melbourne 2012
  - 10e de la vitesse par équipes
  - 16e du 500 mètres
  - 17e du keirin
  - 18e de la vitesse
- Londres 2016
  - 5e de la vitesse
  - 10e de la vitesse par équipes
  - 17e du keirin
- Hong Kong 2017
  - 9e de la vitesse individuelle (éliminée en 1/8e de finale)[1]
  - 12e du 500 mètres[2]
- Apeldoorn 2018
  - 5e de la vitesse par équipes[3]
  - 13e du keirin[4]
  - 13e de la vitesse individuelle (éliminée en huitième de finale)[5]
- Pruszków 2019
  - 12e de la vitesse individuelle (éliminée en huitième de finale)[6]

### Coupe du monde
- 2016-2017
  - 3e du keirin à Los Angeles
- 2017-2018
  - 2e du keirin à Santiago
- 2019-2020
  - 1re de la vitesse par équipes à Cambridge (avec Olivia Podmore)

### Jeux du Commonwealth
| Édition / Épreuve | 500 mètres | Keirin | Vitesse individuelle | Vitesse par équipes |
| Gold Coast 2018   | 4e         | Bronze | Argent               | Argent              |

### Championnats d'Océanie
| Édition / Épreuve | 500 mètres | Keirin | Vitesse individuelle | Vitesse par équipes       |
| Invercargill 2007 | Bronze     |        |                      | Argent                    |
| Adélaïde 2008     |            | Or     | Bronze               | Argent                    |
| Adélaïde 2010     |            | Bronze |                      | Argent                    |
| Invercargill 2011 | Or         | Or     | Argent               | Or (avec Katie Schofield) |
| Adélaïde 2012     |            |        |                      | Or (avec Katie Schofield) |
| Invercargill 2015 | Argent     | Argent | Bronze               | Argent                    |
| Cambridge 2017    |            | Argent | Bronze               |                           |
| Adélaïde 2018     |            | Bronze | Argent               |                           |
| Invercargill 2019 |            | Bronze |                      |                           |

### Championnats de Nouvelle-Zélande
- Championne de Nouvelle-Zélande de vitesse juniors : 2007

- Championne de Nouvelle-Zélande du 500 mètres : 2008, 2012, 2016 et 2017
- Championne de Nouvelle-Zélande du keirin : 2008, 2012, 2013 et 2016
- Championne de Nouvelle-Zélande de vitesse : 2008, 2010, 2012, 2016, 2017 et 2019
- Championne de Nouvelle-Zélande de vitesse par équipes : 2013